# Clark Fork (plaats)
Clark Fork is een plaats (city) in de Amerikaanse staat Idaho, en valt bestuurlijk gezien onder Bonner County. Het stadje ligt aan de gelijknamige rivier waaraan het zijn naam dankt.

## Demografie
Bij de volkstelling in 2000 werd het aantal inwoners vastgesteld op 530.
In 2006 is het aantal inwoners door het United States Census Bureau geschat op 583, een stijging van 53 (10,0%).

## Geografie
Volgens het United States Census Bureau beslaat de plaats een oppervlakte van 2,5 km², geheel bestaande uit land. Clark Fork ligt op ongeveer 637 m boven zeeniveau.

## Plaatsen in de nabije omgeving
De onderstaande figuur toont nabijgelegen plaatsen in een straal van 32 km rond Clark Fork.